# تلمبه علی‌آباد (رفسنجان)
تلمبه علی‌آباد یک منطقهٔ مسکونی در ایران است که در دهستان کشکوئیه واقع شده‌است.